# Рыжеголовая щетинкоклювка
Рыжеголовая щетинкоклювка (лат. Dasyornis broadbenti) — вид птиц из семейства Dasyornithidae. Видовое латинское название дано в честь австралийского орнитолога Кендалла Бродбента (1837—1911).
Эндемик Австралии. Распространён вдоль побережья на юго-западе Западной Австралии, юго-востоке Южной Австралии и юго-западе штата Виктория. Обитает в прибрежных зарослях кустарников и шалостях.
Длина тела 25 см, вес 77 г. Верх тела светло-коричневого цвета, брюхо белое, грудь серая. Клюв чёрный, ноги серые. Вокруг клюва растут длинные щетинки, которые служат для защиты глаз от механических повреждений.
Летает неохотно, большую часть жизни проводит на земле. Питается насекомыми и мелкими беспозвоночными, иногда семенами. Сезон размножения длится с сентября по декабрь. Самка строит на земле гнездо из травинок, выстилая его внутри мхом. В кладке 2 яйца с белыми, красными и пурпурными пятнами. Инкубационный период длится 11—22 дня. Птенцы покидают гнездо через 25 дней.